# Carlos Gomes Sampaio de Freitas
Carlos Gomes Sampaio de Freitas (Jequeri, 9 de julho de 1951) é um professor universitário, contador, administrador e economista e político brasileiro do estado de Minas Gerais.
Carlos Gomes atuou como deputado estadual em Minas Gerais. Na 15ª Legislatura ocupou a vaga aberta pelo afastamento de Chico Simões e na atual Legislatura ocupa a vaga aberta pelo afastamento de Roberto Carvalho